# ラウル・ロハス (計算機科学者)

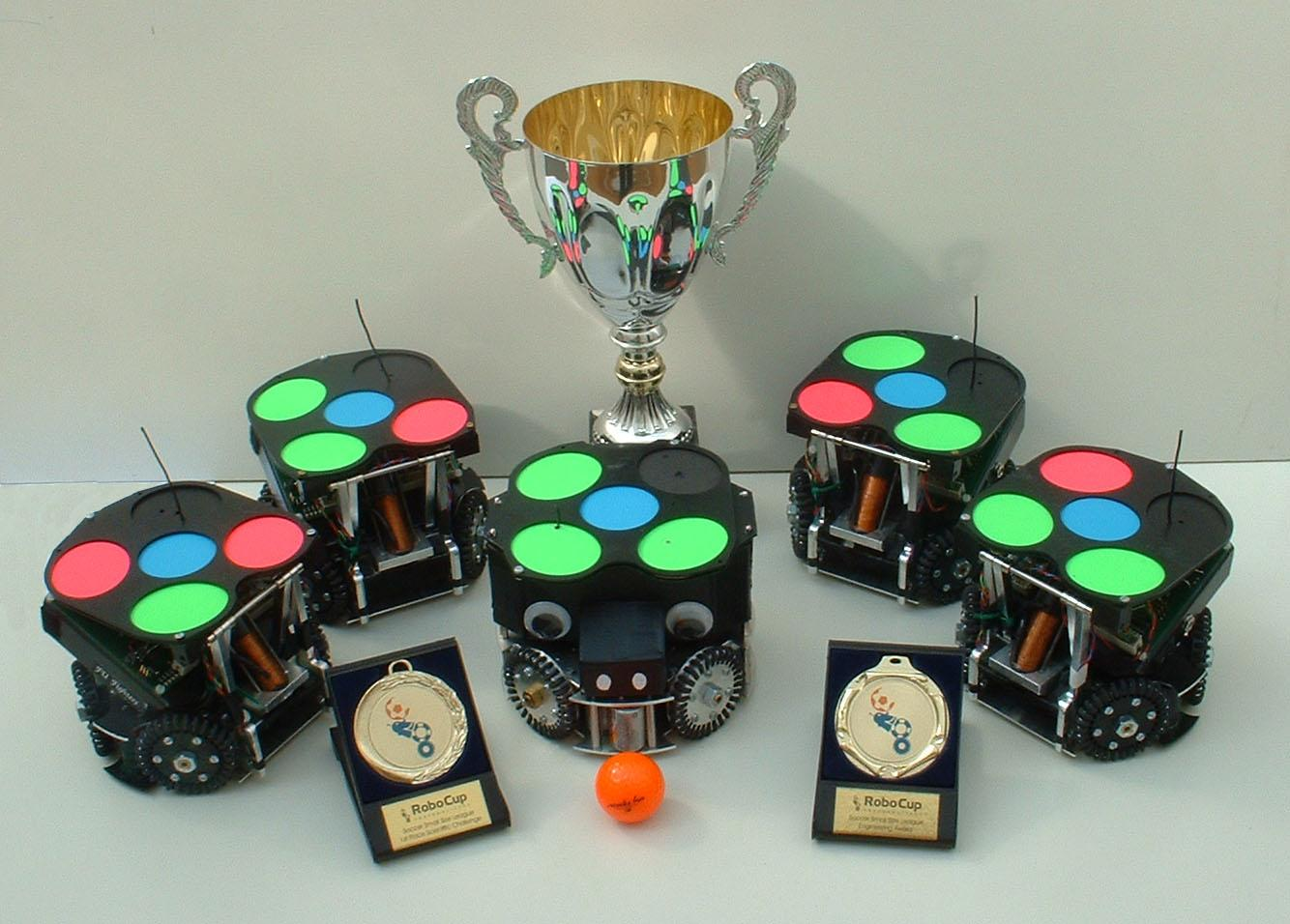
ラウル・ロハスらが製作した人工知能サッカーロボット"FU-Fighters"。2004年・2005年の世界チャンピオン。

ラウル・ロハス・ゴンザレス（Raúl Rojas González、1955年6月25日 - ）は、メキシコ出身のドイツの計算機科学者・数学者である。ベルリン自由大学の教授であり、人工ニューラルネットワークの研究で知られる。
彼が製作を支援したサッカーロボット"FU-Fighters"は、2004年と2005年のロボカップで世界チャンピオンとなった。彼は現在、自動運転車プロジェクト"Spirit of Berlin"を指揮している。
彼とその研究チームは、コンラート・ツーゼとコンピューターの歴史に関する研究でヴォルフガング・フォン・ケンペレン賞を受賞した。現在の研究は人工知能とその応用が中心になっているが、他に数学と経済学の学位も取得している。
2009年、メキシコ政府はメキシコ市民による科学的功績に対する「ラウル・ロハス・ゴンザレス賞」を創設した。第1回の賞は、植物バイオテクノロジーへの貢献に対してルイス・ラファエル・エレーラ・エストレラが受賞した。
2010年にはベルリン自由大学の学長選挙に立候補した。

## 生涯
ラウル・ロハスは1955年6月25日にメキシコシティでエンジニアと教師の両親の下に生まれた。メキシコシティのメキシコ国立工科大学で数学と物理学の、メキシコ国立自治大学で経済学の修士号を取得した。1982年にドイツに移り、ベルリン自由大学で経済学の博士課程に進学し、政治経済学者エルマー・アルトファーターの指導を受けた。博士論文は、"Die Armut der Nationen - Handbuch zur Schuldenkrise von Argentinien bis Zaire"（国の貧困―アルゼンチンからザイールまでの債務危機ハンドブック）のタイトルで出版された。
1994年にハレ・ヴィッテンベルク大学の正教授になり、後にベルリン自由大学に移り、現在は情報学部に在籍している。彼の妻、マルガリータ・エスプンダ＝アルゲーロ(Margarita Esponda-Argüero)は、同じ学部の教授である。

## 受賞歴
- 2001年: ドイツ財務省 マルチメディア起業家賞 (Gründerpreis Multimedia)
- 2002年: 欧州アカデミックソフトウェア賞 (European Academic Software Award)
- 2004年・2005年: ロボカップ世界チャンピオン
- 2005年: 情報学史のためのヴォルフガング・フォン・ケンペレン賞
- 2009年: メキシコシティ市役所より科学への貢献に対するヘベルト・カスティージョ金メダル (Heberto Castillo gold medal)
- 2015年: ドイツ大学協会による「今年の教授」に指名
- 2015年: メキシコ国家芸術科学賞（英語版） 技術デザイン部門

## 著書
- Neural Networks - A Systematic Introduction Springer, Berlin, 1996. Available as a free e-book
- Die Rechenmaschinen von Konrad Zuse, Springer, 1998.
- The First Computers, MIT Press, Cambridge, 2000.
- Encyclopedia of Computers and Computer History, Fitzroy-Dearborn, Chicago, 2001.
- RoboCup 2002: Robot Soccer World Cup VI (Lecture Notes in Computer Science), 2002.